# Augustin Jean Fresnel
Augustin Jean Fresnel ili Augustin Fresnel (Broglie, 10. svibnja 1788. – Ville-d'Auray, 14. lipnja 1827.), francuski fizičar. Poznat zbog svojih teorijskih i eksperimentalnih istraživanja o naravi svjetlosti, na temelju kojih je prvi u matematičkom obliku prikazao valnu teoriju svjetlosti. Konstruirao uređaje za dobivanje pojava koje upućuju na valni karakter svjetlosti. Od tih su najpoznatija Fresnelova zrcala ili Fresnelova leća, koja služe za dobivanje interferencije svjetlosti. Njegovi opsežni radovi iz područja optike proučavaju, osim pojava ogiba i interferencije, još i polarizaciju, dvolom i aberaciju svjetlosti. Njegovo ime nalazi se na listi 72 znanstvenika ugraviranih na Eifellovom tornju.

## Doprinosi

### Fresnelova zrcala ili Fresnelova leća
Fresnelova zrcala ili Fresnelova leća je leća velikoga vidnoga kuta, a male debljine. Ona je stupnjevita leća sastavljena od niza staklenih prstenova sa zajedničkim žarištem ili fokusom. Koristi se kao sabirna leća za lokalno jače osvjetljenje ili u signalizaciji za dobivanje jačega paralelnog snopa svjetlosti (na primjer u svjetionicima).

### Fresnelov ogib
Fresnelov ogib je uređaj s kružnim otvorom kojim je A. Fresnel proučavao ogib i na temelju toga dao valnoj teoriji svjetlosti C. Huygensa strogi matematički oblik, postavivši integral koji daje iradijanciju figure ogiba u promatranoj točki (Fresnelov integral).

### Valna teorija
Valna teorija je grana klasične teorijske mehanike i elektromagnetske teorije (rođene u 19. stoljeću), podloga moderne fizikalne optike i nanofizike te nanotehnologije, kao i klasična sastavnica za fenomenologiju kvantne fizike i pitanja dualnosti kvantne mehanike. U valnu teoriju ubrajaju se valna jednadžba za transverzalne valove kao i za longitudinalne valove u plinovima i kapljevinama, zatim Maxwellove jednadžbe ujedinjenog elektromagnetskoga polja te stvaranja i širenja elektromagnetskih valova u vakuumu kao i primjene tih jednadžbi (radiovalovi, mikrovalna tehnika, toplinsko zračenje, svjetlost, rendgenske i gama-zrake). Povijesno je valnu teoriju utemeljio Christiaan Huygens (1690.), a velik je doprinos dao i Robert Hooke. Prema Huygensu, svijetleća točka pobudi (potrese) sredstvo kojim se zatim šire svjetlosni valovi. Valovi se prenose posredstvom elementarnih valova, a njihova anvelopa jest nova fronta vala. Standardni su sadržaji valne teorije ogib, interferencija i polarizacija svjetlosti. Afirmaciju je valna teorija postigla kvantnom mehanikom (valna funkcija).

### Fresnelov kolektor
Fresnelov kolektor ili CLFR (engl. Compact Linear Fresnel Reflector) se sastoji od niza dugih ravnih ili malo zakrivljenih zrcala, koja rotirajući samo oko jedne osi prate položaj Sunca i reflektiraju izravne Sunčeve zrake na fiksni linijski kolektor na visini od oko 8 metara od tla, kojih može biti jedan (prototip Solarmundo, Belgija) ili više (prototip CLFR – Compact Linear Fresnel Reflectors, Australija – kompaktni linijski Fresnel reflektori). Oba spomenuta pogona su u fazi prototipa i trebali bi biti dijelovi hibridnog (kogeneracijskog) sustava, umanjujući utrošak fosilnih goriva za dobivanje električne energije. Maksimalni učinak (od oko 20 %) postiže se zahvaljujući pokretnim rotirajućim zrcalima koja ne bacaju sjenu na okolna zrcala.